# Eupales
Eupales is een geslacht van kevers uit de familie bladkevers (Chrysomelidae).
Het monotypische geslacht kreeg in 1837 van Auguste Chevrolat de naam Pales. Die naam was echter al in gebruik voor Pales Robineau-Desvoidy, 1830, een geslacht van tweevleugeligen (Diptera). In 1885 creëerde Édouard Lefèvre daarop het nomen novum Eupales voor dit geslacht (dat hij citeerde als Pales Redtenbacher, 1858).

## Soorten
- Eupales ulema (Germar, 1813)